# 佐佐木直
佐佐木直（日语：佐々木 直/ささき ただし，1907年5月19日—1988年7月7日），日本央行日本银行的行长。